# 오이타 자동차도

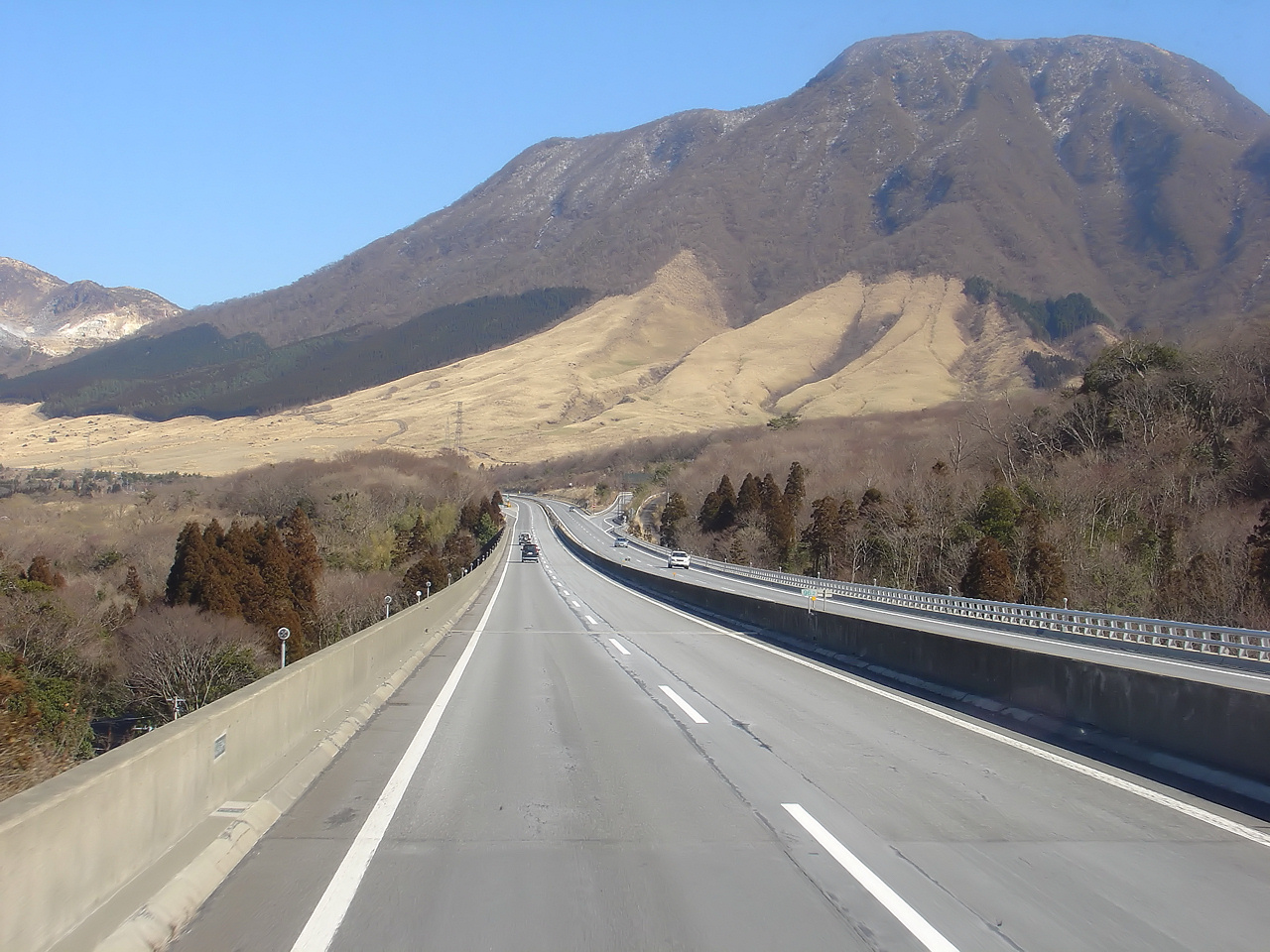
유후인 나들목~유후다케 간이 휴게소 사이의 구간

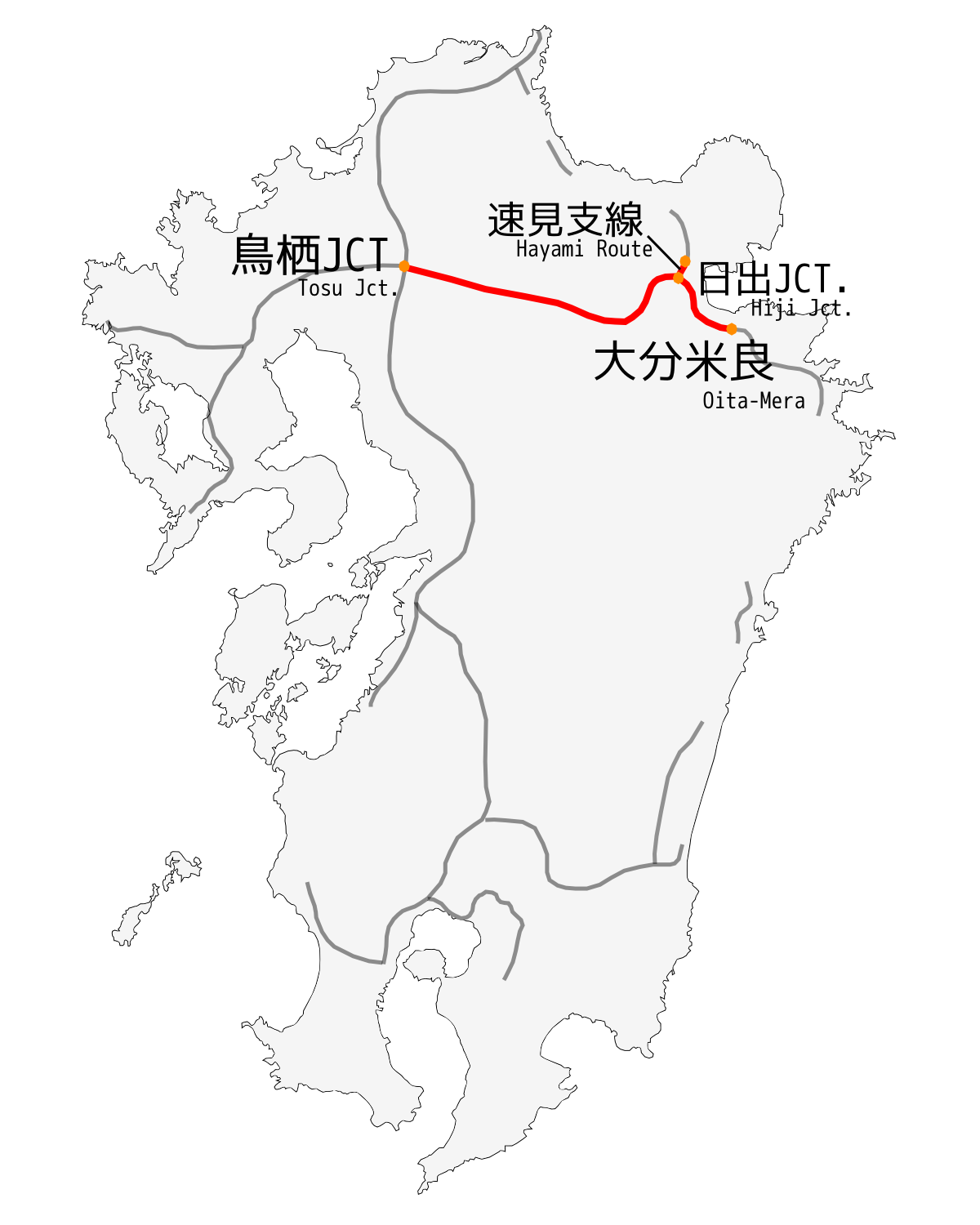
오이타 자동차도의 지도이다. 그러나 이 선형은 건설 당시부터 2018년까지의 기록을 가지고 있다.

오이타 자동차도(일본어: 大分自動車道, OITA EXPRESSWAY)는 사가현 도스시의 도스 분기점에서 출발하려 오이타현 하야미군 히지정의 히지 분기점까지 이어주는 총 연장 104.7 km의 고속도로 노선이다. 그러나 약칭은 오이타도(大分道, OITA EXPWY)이다. 그리고 공식적으로 지정된 고속도로 넘버링 상의 노선 번호는 E34로 지정되어 있으며, E34를 가진 고속도로는 이 고속도로 말고 나가사키 자동차도와 나가사키 데지마 도로 등 3개의 도로가 하나의 노선으로 묶여 있다. 따라서, 한국으로 치면 대한민국 25번 고속도로가 호남고속도로와 논산천안고속도로 등 두 도로로 나뉜 것과 같은 이치이다.

## 연혁
- 1987년 2월 5일 : 도스 나들목 ~ 아사쿠라 나들목 사이의 구간이 개통됨
- 1989년 7월 20일 : 유후인 나들목 ~ 벳푸 나들목 사이의 구간이 개통됨
- 1996년 3월 28일 : 구스 나들목 ~ 유후인 나들목 사이의 구간이 개통됨
- 1996년 11월 26일 : 오이타 나들목 ~ 오이타메라 나들목 사이의 구간이 개통되면서 구간 전체가 완전 개통됨

## 주요 경유지
- 사가현 : 도스시 - 기야마정 (같은 정에 속하게 되는 구간은 약 100m 정도)
- 후쿠오카현 : 오고리시 - 미이군 다치아라이정 - 아사쿠라시
- 오이타현 : 히타시 - 구스군 구스정 - 고코노에정 - 유후시 (구 유후인정) - 벳푸시 - 하야미군 히지정

## 접촉 가능한 도로
고속도로
- 규슈 자동차도
- 히가시큐슈 자동차도
- 나가사키 자동차도

일반 국도
- 국도 제386호선 (일본)(일본어판)
- 국도 제212호선 (일본)(일본어판)
- 국도 제387호선 (일본)(일본어판)
- 국도 제210호선

현도
- 후쿠오카현도 제53호선
- 후쿠오카현도 제8호선
- 후쿠오카현도 제80호선
- 오이타현도 제54호선
- 오이타현도 제40호선
- 오이타현도 제616호선